# كيل سيمونز
كيل سيمونز (بالإنجليزية: Cale Simmons)‏ هو ضابط أمريكي، ولد في 5 فبراير 1991 في روكلين في الولايات المتحدة.

## وصلات خارجية
- كيل سيمونز على موقع الاتحاد الدولي لألعاب القوى (الإنجليزية)
- كيل سيمونز على موقع أوليمبيديا (الإنجليزية)
- كيل سيمونز على موقع اللجنة الأولمبية والبارالمبية الأمريكية (الإنجليزية)